# 개와 고양이의 관계

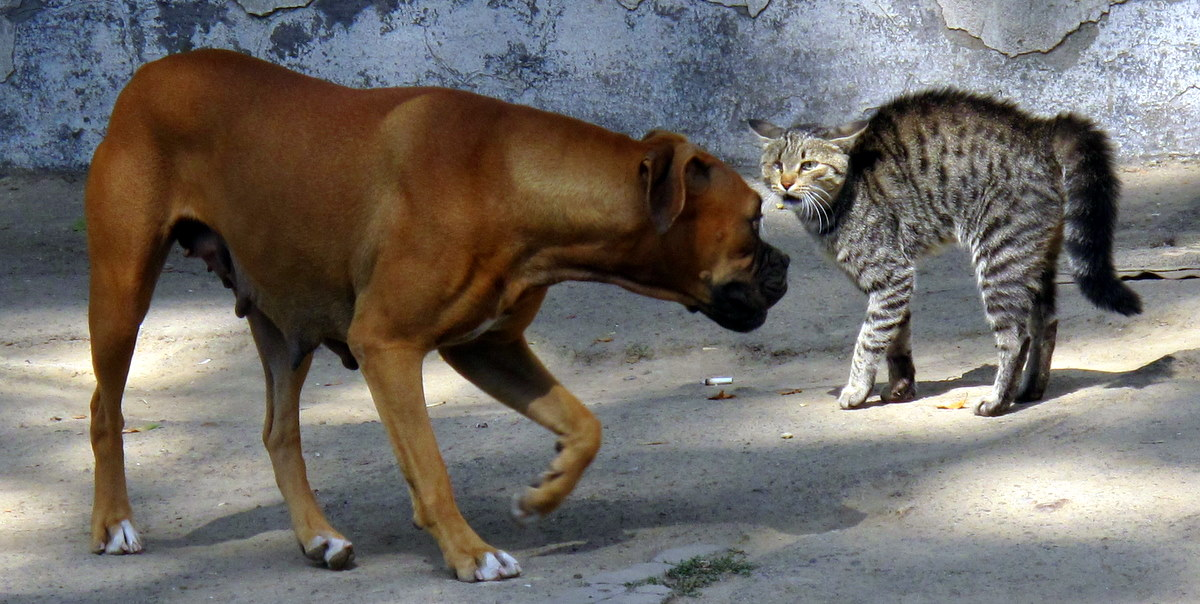
맞붙은 개와 고양이. 고양이가 사회화되지 않은 개에게 고양이만의 상호작용으로 전형적인 방어 자세를 취하고 있다.

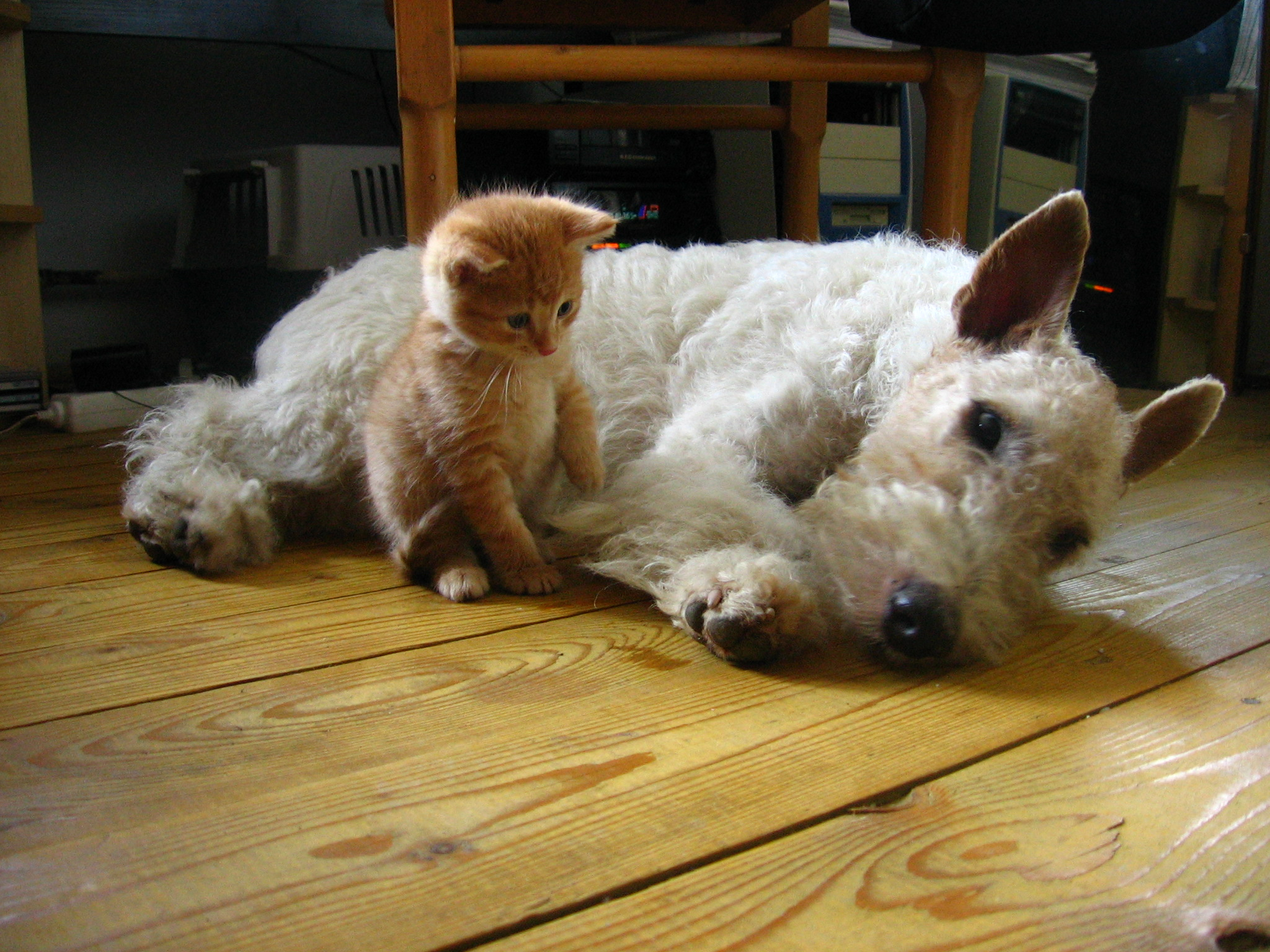
공격성 없이 서로 어울리는 새끼 고양이와 개.

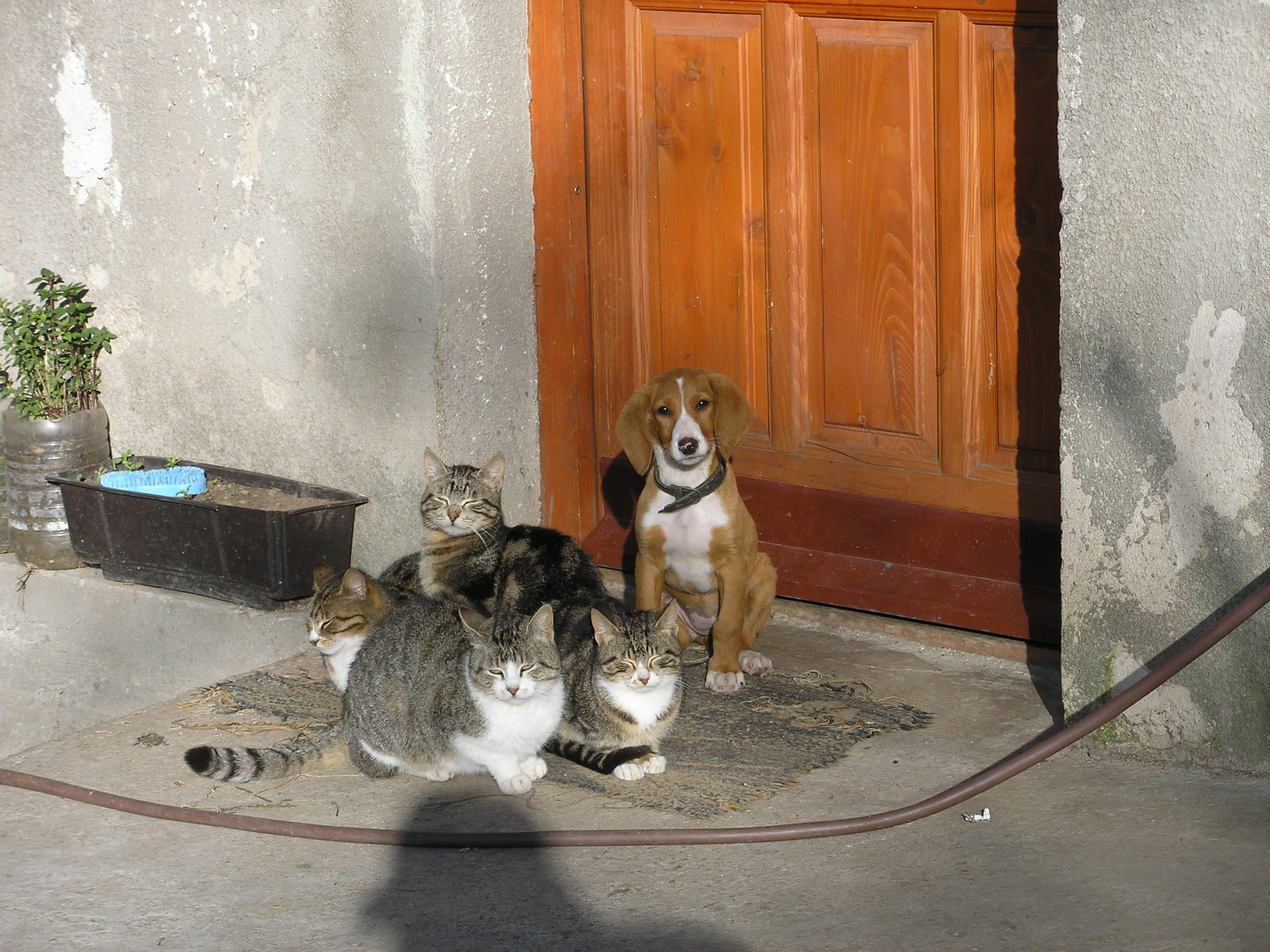
함께 앉아 있는 개와 고양이.

개와 고양이는 다양한 상호 작용을 한다. 두 종의 자연 본능은 서로에 대한 적대적 상호 작용으로 이어지지만, 경우에 따라서는, 특히 인간이 비공격적인 행동을 하는 조건으로 사회화하는 경우에는 각 동물이 서로 공격적이지 않은 관계를 가질 수 있다.
두 종 간의 일반적인 공격적 상호 작용은 문화적 표현으로 언급되어 왔다. 가정집에서 적절하게 양육되고 훈련받으며 주인이 잘 돌봐주는 개와 고양이는 서로 사이좋게 지내는 경향이 있다.

## 관계의 범위

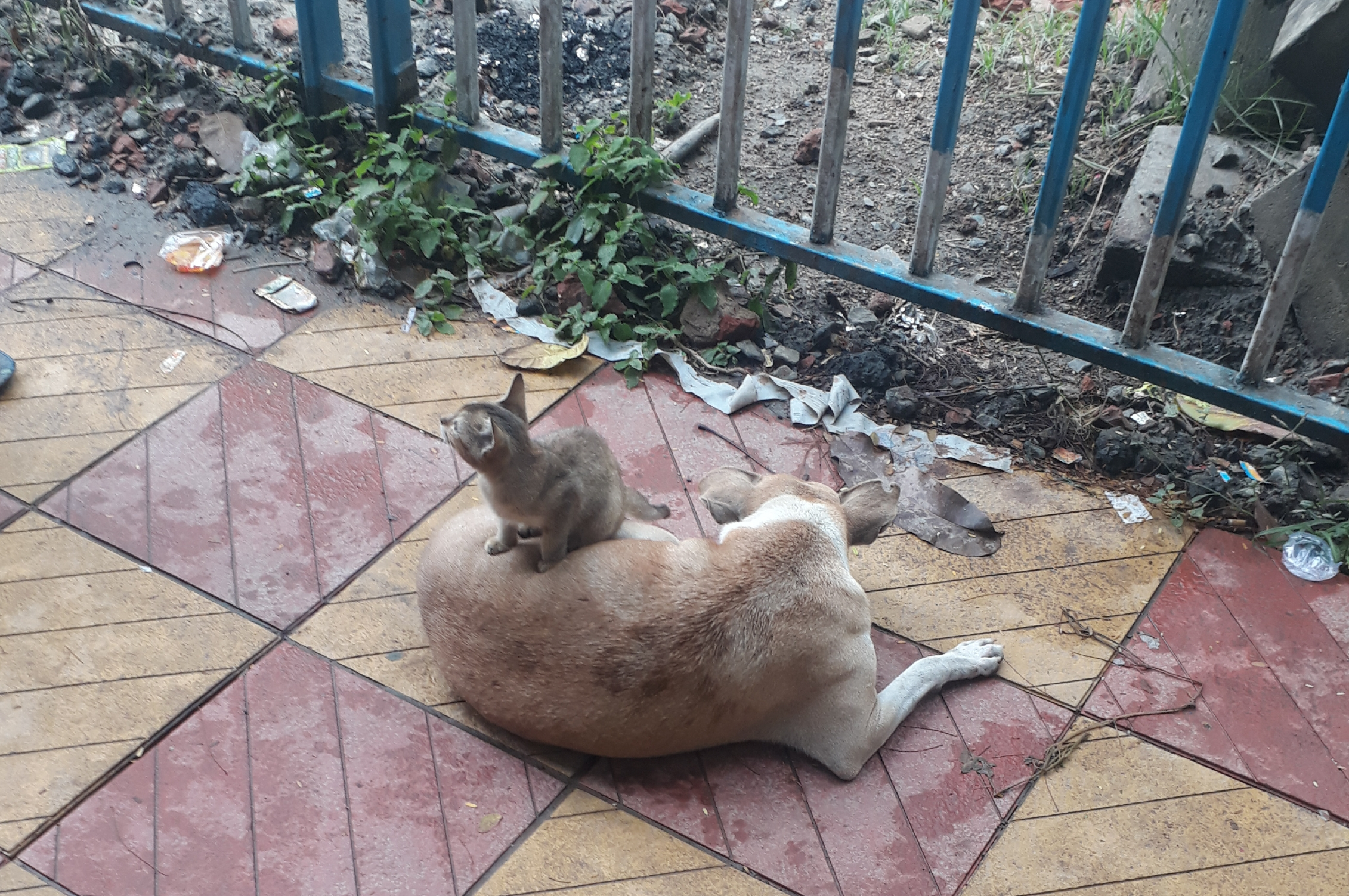
떠돌이 개의 등 위에서 휴식을 취하는 새끼 고양이.

고양이와 개가 의사소통에 사용하는 신호와 행동은 서로 다르며, 공격성, 두려움, 지배, 친교, 영역 텃세 등의 신호를 다른 종이 잘못 해석할 수 있다. 개는 달아나는 작은 동물을 쫓는 자연 본능을 가지고 있는데, 이는 고양이 사이에서 흔한 본능이다. 대부분의 고양이가 개에게서 도망치는 반면, 다른 고양이는 쉬익 소리를 내거나 등을 구부리거나 개를 앞발로 후려치는 등의 행동을 취한다. 고양이에 할퀴어진 개 중 일부는 고양이를 두려워할 수 있다.
적절하게 사회화된 개와 고양이는 적대적이지 않은 관계를 맺을 수 있으며, 고양이와 함께 키운 개가 다른 개보다 고양이가 있는 쪽을 더 선호할 수도 있다. 같은 가정에서 오랜 기간 동안 긍정적인 상호 작용을 해왔던 개와 고양이조차도 외부 자극이나 질병, 놀이로 인해 공격적인 반응으로 되돌아갈 수도 있으며 이러한 반응이 늘어나면 결국 위험해질 수 있다.

## 문화적 영향
"고양이와 개처럼 싸우다"라는 관용구는 두 종 사이의 관계가 적대적인 자연스러운 경향을 반영한다. 다른 관용구와 속담에는 "고양이는 개가 오기 전까지 기세등등하다"와 "고양이와 개는 입을 맞출 수도 있지만 더 나은 친구는 아니다", "고양이 개 보듯" 등이 있다.
《개와 고양이의 구슬 다툼》 설화는 개와 고양이의 사이가 나빠진 유래를 설명하는 설화로 여러 문화권에서 전해진다.
2001년 개봉한 코미디 영화 《캣츠 앤 독스》와 2010년 개봉한 후속편 《캣츠 앤 독스 2》는 앞서 언급한 개와 고양이의 반감을 둘 사이의 전면전으로 투영하고 증폭시킨다. 고양이는 노골적으로 인간의 적으로 보여지는 반면, 개는 인간의 편에 서서 더 동정적인 모습을 보인다.
인기 만화 시리즈 《톰과 제리》에는 고양이 톰과 불독 스파이크 사이의 갈등이 여러 번 등장한다. 이 시리즈에서 생쥐 제리는 위기에서 벗어나기 위한 수단으로 부정적인 개와 고양이 관계를 이용하여 톰이 스파이크와 충돌하는 시나리오를 만들어 낸다.

## 같이 보기
- 이종간 우정
- 개
- 고양이